# Planeta Sketch
Planeta Sketch (en inglés: Planet Sketch) es una serie animada británica-canadiense producida por Aardman Animations y Decode Entertainment. La serie se estrenó en el Reino Unido el 10 de septiembre de 2005 a través de CITV, y luego comenzó a transmitirse en Canadá a partir del 19 de noviembre de 2005 por Teletoon, también fue transmitida en Escandinavia por Jetix, en los Estados Unidos por Toon Disney, y en Latinoamérica se estrenó por Cartoon Network en el año 2006 pero después de tres meses fue cancelado. Se emitió en México a través del bloque Once Niños de Once TV por alrededor de un año y regresó a Cartoon Network para el 2009 en bloques de cinco minutos.

## Sketches
- El Ninja Resuelve-todo

Un ninja con vestimenta negra que aparece cuando una familia presenta un pequeño problema casero pero se desesperan y es cuando aparece el Ninja Resuelvetodo para ayudarlos. Sin embargo, a veces, cuando el Ninja Resuelve-todo pide ayuda aparece el Super Ninja Resuelve-todo, pero este con vestimenta blanca.
- Los Peces Peleadores Japoneses

Tres peces anaranjados, verdes y rosas que se ríen de otro pez que cohabita en su mismo tanque, sólo para que el otro pez se vengue de ellos.
- Los Ponis

Un poni llamado Horacio y su tía Hortense, que siempre terminan avergonzados por el problema flatulento de Horacio.
- Eliot y el Sr. Hurticaria

Eliot, un muchacho que trata en vano de evitar a su oso de felpa, Pero él oso de felpa persigue al niño varias veces solamente por un abrazo.
- La Ardilla de Servilleta

Historias de una ardilla de papel y que se considera divertido, aquellos que usan a la ardilla como una servilleta de cualquier modo, la historia dice "a la ardilla de servilleta no le agrada".
- Dr. Dinosaurio

Un dinosaurio doctor que siempre intenta comerse a sus pacientes, pero siempre falla.
- Capitán Chistástico

Un supervillano que aterroriza a las personas diciendo pésimos chistes arruinándoles el día.
- Gato Blanco

Es un gato que baila al final del programa.
- Mocka (Olivia)

Es una niña de pelo verde que se saca raras cosas de la nariz (ej: un palo de golf)
- El Científico Malvado

Un padre que pretende ser un científico malvado y cuando está a punto de terminar su "invención", es interrumpido por su hijo, que revela que el científico malvado es solamente un padre que repara un objeto hogareño.
- Los Gnomos Traviesos

Un trío de gnomos que siempre hacen travesuras haciendo que la persona que los mire se desmaye.
- Los reporteros

Dos reporteros llamados Mike Hoy y Sally Van que hacen reportes de los defectos de su género opuesto, pero al final del noticiero se revela que están enamorados.
- Los raperos de la calle

Un grupo de raperos que a escondidas hacen cosas que no tienen nada que ver con su imagen (ej: practicar ballet), pero siempre son vistos por un niño pequeño.
- ¿Cómo los dinosaurios se extinguieron?

Representación ficticia, absurda e irónica de como los dinosaurios se extinguieron.
- Mi madre la poltrona

Relatan las diversas historias de una chica que es avergonzada por su madre (que es un sofá).
- June Spume

Es la secuencia final, June es una chica de pelo magenta se presenta ante un público para que toque una música estirando partes de su cuerpo para utilizarlos como sus instrumentos (ej: estirar su nariz como una trompeta) y la música sigue hasta el final de los créditos.
- El Niño Narrador

Es un niño que relata una historia pero siempre que va a terminarla le cae algo en la cabeza (ej: un piano).

## Reparto
Doblaje en Venezuela
- Capitán Chistástico/Astronauta 1: Jesús Núñez
- Voces Adicionales: Lidya Abboud
- Voces Adicionales: Lileana Chacón
- Voces Adicionales: Juan Guzmán
- Ninja Resuelve-todo: Rolman Bastidas